# Gendarmeria Romena
A Gendarmeria Romena (em romeno:Jandarmeria Română (AFI: /ʒan.dar.me'ri.a ro'mɨ.nə/: [ʒan.dar.me'ri.a ro'mɨ.nə]) é o corpo de gendarmeria nacional da Ruménia. É o ramo militar das duas forças da polícia romena (a força civil é chamada de Polícia Romena).

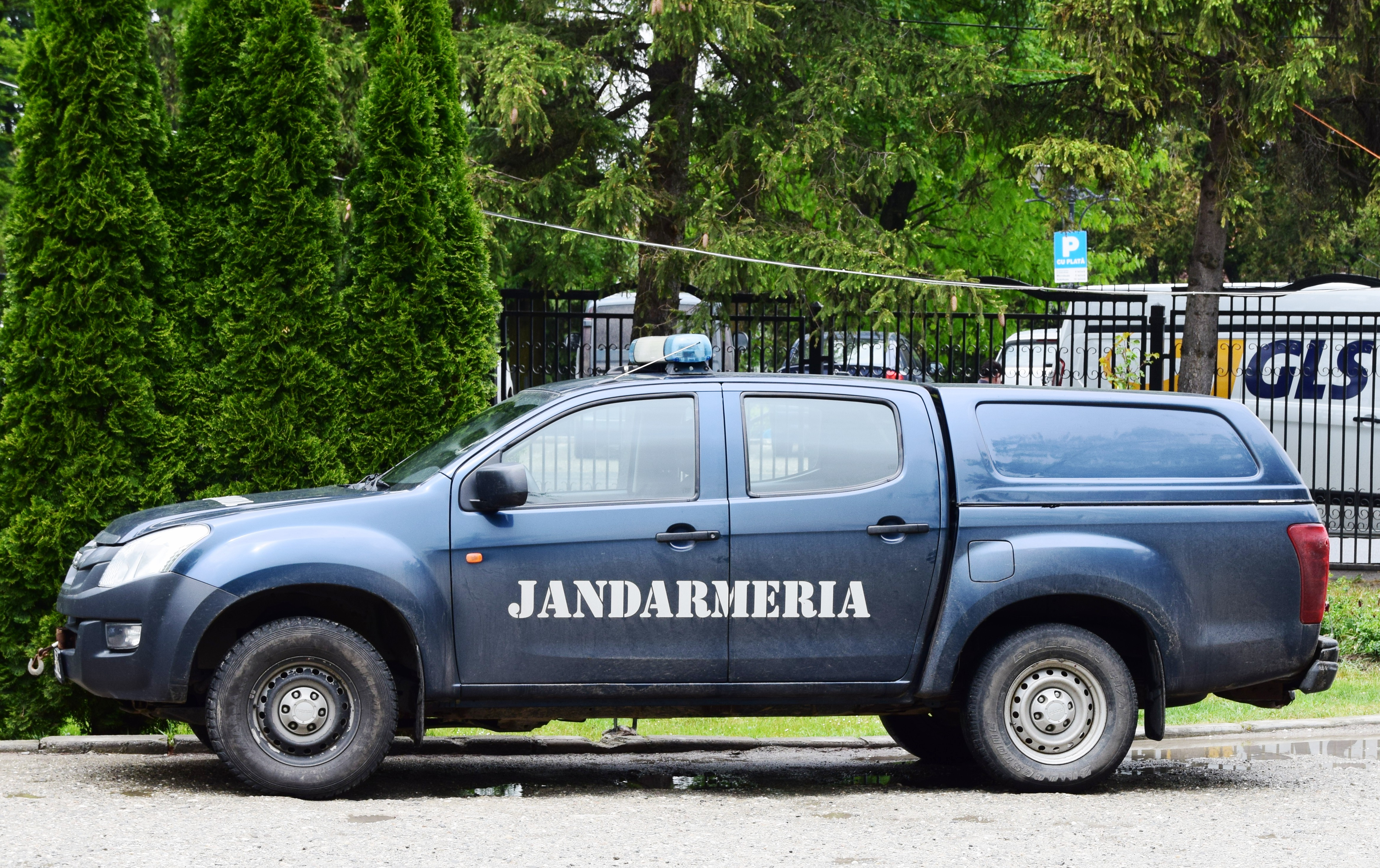
Viatura policial

A gendarmeria está subordinada ao Ministério de Administração e Interior de Romênia e não tem a responsabilidade da vigilância das Forças Armadas de Romênia. Isto é responsabilidade da  polícia militar subordinada às Forças Terrestres Romenas.

## Deveres
Seus deveres incluem:
Manter e restaurar a ordem pública
- Controle de multidão e controle de distúrbios
- A vigilância das zonas de montanha e os portos do Mar Negro[3][4]
- Actividades de contraterrorismo
- Perseguir e deter a fugitivos e desertores

Segurança das instalações sensíveis e vitais, tais como
- Instituições públicas, ministérios e os tribunais
- Embaixadas e consulados
- Aeroportos internacionais (até 2005)
- Museus nacionais
- Centrais nucleares

Segurança e protecção do correio secreto em todo o território rumano.

## Organização

### Inspecção Geral de Gendarmería
A Inspeção Geral da Gendarmeria é a estrutura central da Gendarmeria romena baixo o comando de um Inspetor Geral designado pelo Ministro do Interior.
O Inspetor Geral está assistido por três deputados. O primeiro tenente (prim-adjunct) é o chefe de pessoal de Gendarmeria e chefes do planejamento e gestão, a Guarda Nacional e de Proteção Institucional e a ordem pública e das Direções de Segurança. Os outros dois deputados da gestão dos recursos humanos e das Direções de Escolas Militares, e a logística, e as Direções de Comunicação, respectivamente.
A tarefa da Inspeção Geral é planejar, gerir, coordenar e controlar a inspeção territorial, as brigadas móveis, a Brigada Especial de Intervenção e as escolas militares. A Inspeção Geral da Gendarmeria também atua como uma interface da organização com os organismos de aplicativo da lei e o Ministério do Interior.

### Organizações territoriais
A Gendarmeria Romena divide-se em 41 inspeções territoriais, que correspondem à cada condado (judeţ), e a Direção Geral da Gendarmeria em Bucareste.
Adicionalmente, possui oito Grupos Móveis (Grupări Mobile) operando sobre uma base territorial, com sede em Bacăou, Braşov, Cluj Napoca, Constamţa, Craiova, Ploieşti, Târgu Mureş, Timişoara.

### Brigada Especial de Intervenção
A Brigada de Intervenção Especial "Vlad Ţepeş" tem jurisdição nacional. Maneja as situações de risco especial e de alta, tais como distúrbios fortes, resgate de reféns e operações contra o terrorismo.

### Escolas militares
Os cadetes recebem instrução para converter-se em oficiais na Academia de Polícia Alexandru Ioan Cuza de Bucarest.
Ademais, a Escola Militar Mihai Viteazul em Bucarest oferece cursos de pós graduação (em colaboração com a Gendarmeria francesa) para oficiais, enquanto a Academia militar Grigore Alexandru Ghica de Drăgăşani prepara os suboficiais.

### Fornecimentos e Base Logística
Também conhecida como "Baza de Aprovizionare pentru Luptă şi Gospodărire" (B.A.L.G.), "Baza de Administrar şi Deservire" or "Ou.M. 0260" é uma unidade administrativa técnica sob o comando da Inspeção Geral da Gendarmeria. Suas funções principais incluem a administração dos edifícios e outras instalações no pátio de Inspeção, campo de tiro da gendarmeria, o reparo e manutenção de veículos e granjas da provisão de alimentos para o pessoal da Gendarmeria. As fincas estão localizadas ao norte de Bucareste.

## História

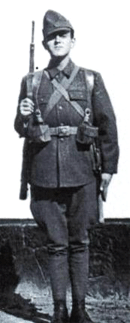
Gendarme (cerca da 1ª Guerra Mundial)

### Inícios
O corpo de Gendarmeria foi criado em 3 de abril de 1850 na Moldávia pelo príncipe Grigore Alexandru Ghica. Após a União de Valáquia e Moldávia em 1859, em virtude de Alexandru  Ioan Cuza, a Gendarmeria foi subordinada ao Ministério da Guerra como uma força armada em separado.
Durante a Guerra de Independência da Romênia de 1877-1878, serviu fundamentalmente como polícia militar, mas também tomou parte no combate.

### Gendarmeria rural
Em 1893, a Gendarmeria Rural (Jandarmeria Rurală) foi estabelecido pela Lei para a Organização da Gendarmeria Rural (Legea pentru organizarea Jandarmeriei rurale) como um corpo militar sob a autoridade do Ministério de Justiça para a vigilância do campo e sob a autoridade do Ministério de Guerra das funções de polícia militar. O projeto de lei foi proposto pelo governo conservador de Lascăr Catargiu e foi promulgada pelo Rei em 30 de agosto de 1893. O primeiro artigo da Ordem relativa ao aplicativo da Lei de Gendarmeria Rural mencionou que
A organização da gendarmeria rural, como se descreve na lei, faz desta instituição um corpo militar, subordinado ao Ministro do Interior, com a missão de manter a ordem pública e segurança. Também está subordinada ao Ministro de Justiça, ao Ministério Público para funções de polícia, e ao ministro da Guerra de todos os aspectos relacionados com a disciplina militar, de comando e treinamento das tropas.
Na revolta dos camponeses de 1907 pôs-se de manifesto a falta de preparação da Gendarmeria e de sua incapacidade para controlar e sufocar a rebelião. Como resultado disso, outro projeto de lei (Legea Jandarmeriei) foi aprovado em 24 de março de 1908. A reforma da legislação fez numa nova organização da instituição, pela qual seria um componente do exército com os direitos preboste bem como a transferência de oficiais e suboficiais do Exército à Gendarmeria.

### As guerras mundiais
A Gendarmeria romena lutou durante a Segunda Guerra dos Balcãns e a Primeira Guerra Mundial com funções de polícia militar, vigiando a frente na campanha de 1917. A Gendarmeria supervisionou a desmobilizacão do Exército em julho de 1918 e a remobilização em outubro de 1918 e manteve a ordem pública nos novos territórios.
Quando da entrada de Romênia na Segunda Guerra Mundial em 22 de junho de 1941 ao lado do Eixo, a Gendarmeria foi utilizada nas funções de polícia militar de novo. Também participou na deportação de judeus e ciganos à Transnistria em 1941 e 1942 (veja também Romênia e o Holocausto).

### Períodos pós guerras
No pós guerra, o regime comunista purgou e dissolveu (em 23 de janeiro de 1949) a Gendarmeria, e seu pessoal foi redistribuído à recém criada Direção das Forças de Segurança, o modelo das tropas internas da NKVD.

### Depois de 1989
A Gendarmeria romena restabeleceu-se em 5 de julho de 1990 e a partir de 2006, o corpo abandonou o serviço militar obrigatório e em 2007 converteu-se numa força militar profissional.

## Uniforme
Durante o período de sua criação até 1915, a Gendarmeria romena usava uma farda composta por um shako com penacho branco, túnica azul escuro com forro vermelho, charlateiras trançadas branco e cadarço mais canção azul claro com faixas vermelhas (infantaria). As unidades da Gendarmeria Montada usavam um capacete de prata com branca pluma na ponta e uma túnica similar ao ramo a pé, mas com charlateiras e cordões de cor amarela, um calção branco e botas altas.
Atualmente os gendarmes romenos vestem boinas/gorros, camisas e calções de cor azul escuro como uniforme diário, enquanto o uniforme de gala consiste numa túnica de cor azul claro, camisa branca, gravata azul escuro e calção azul escuro para os oficiais, e uma túnica de cor azul escuro, camisa branca e calção azul escuro para os suboficiais e soldados rasos.

## Patentes e insígnias
Como a gendarmeria é um corpo militar, utiliza-se o sistema de classificação igual a do Exército romeno.

## Afiliações internacionais
A Gendarmeria romena é membro pleno da Associação da União Europeia e o Mediterrâneo das Forças de Polícia e das gendarmerias de Situação Militar (FIEP), junto com a Gendarmeria francesa, os Carabinieri italianos, a Guardia Civil espanhola, a Guarda Nacional Republicana portuguesa, a Gendarmerie turca, a Real Gendarmeria do Marrocos e a Royal Marechaussee neerlandesa.
Depois do ingresso da Romênia na União Europeia, a Jandarmeria foi aceite como membro observador permanente da Força de Gendarmeria da União Europeia, bem como este facto se considerou como um de seus primeiros passos antes de se tornar membro pleno. Em 3 de março de 2009, a Gendarmeria romena converteu-se em membro de pleno direito da Força de Gendarmeria Europeia.

## Missões internacionais
Desde fevereiro de 2002, 115 gendarmes romenos têm sido empregados na cidade de Peć, Sérvia (na separatista região de Kosovo), como parte da força policial da missão UNMIK.